# Papamosques de pit canyella
El papamosques de pit canyella (Cyornis camarinensis) és un ocell de la família dels muscicàpids (Muscicapidae), endèmic de les Filipines (sud de les illes de Luzon i Catanduanes). Habita els boscos tropicals i subtropicals de frondoses humits i els boscos de manglars subtropicals o tropicals. Està amenaçat per la pèrdua d'hàbitat i la UICN considera el seu estat de conservació és vulnerable.

## Taxonomia
Segons el Handook of the Birds of the World i la quarta versió de la BirdLife International Checklist of the birds of the world (Desembre 2019), aquest tàxon tindria la categoria d'espècie. Tanmateix, altres obres taxonòmiques, com la llista mundial d'ocells del Congrés Ornitològic Internacional (versió 11.2, juliol 2021), el consideren una subespècie del papamosques pitblau (Cyornis herioti camarinensis).